# Ruby Roseman-Gannon
Ruby Roseman-Gannon   (Victòria, 8 de novembre de 1998) és una ciclista australiana, que competeix en la modalitat de carretera. Actualment milita a l'equip Liv AlUla Jayco. El seu triomf més destacat és el campionat d'Austràlia en ruta l'any 2024.

## Palmarès en ruta
- 2022
  -  Campiona d'Austràlia en critèrium

- 2024
  -  Campiona d'Austràlia en ruta
  -  Campiona d'Austràlia en critèrium
  - Vencedora d'una etapa al The Women's Tour

### Resultats a les Grans Voltes

#### Giro d'Itàlia
- 2024: 65a posició

#### Tour de França
- 2024: No surt a la 7a etapa
- 2025: 78a posició